# 경학원

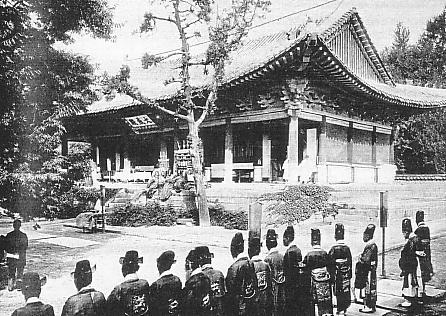
경학원의 모습

경학원(經學院)은 일제강점기 때의 유교 교육 기관이다.

## 개요
본래 대한제국 고종 때인 1887년에 조선 최고의 국립교육기관이었던 성균관(成均館)이 개칭된 이름이었다. 이후 유생(儒生)의 교육기관으로서 명목만을 유지해갔으며, 경학원(經學院)은 1894년에 폐지되었다. 한일 병합 조약이 체결된 후 조선총독부가 1911년 6월 15일에 조선총독부령 제73호 경학원규정에 따라, 남아있던 성균관을 1894년에 폐지되었던 경학원의 이름을 사용하여 개칭하였다. 경학원은 천황의 하사금으로 설립되어 총독부의 식민 정책에 부합하는 교육 기관으로 전락했다.

## 역사
조직은 조선총독의 감독에 속하였으며, 유교를 바탕으로 조선인의 충량한 황국신민화를 돕는 것이 목적이었다. 일제 강점기 동안 유교를 총독부 체제에 안정적으로 정착시키는 역할을 했다.
- 1942년 3월 17일 명륜 전문학교로 전문학교로 등록하여 유교를 가르치는 전문학교가 됨
- 1945년 10월 17일 군정법령 제15호 제국대학명칭변경에 의해 경학원은 성균관으로 명칭을 회복하였다.

## 활동
철따라 유교 제사를 지내고 강연회를 개최하는 활동을 했다. 강연회와 순회 강사 파견은 식민통치 정당화에 이용되었다. 특히 3·1 운동 후에는 강연회가 중단된 대신 순회강연이 강화되었다. 예를 들어 1915년에 경학원 사성 이인직이 이원군 순회강연에서 강연한 내용은, 조선인이 일본 정신에 따라 변화해야 한다는 일선동화를 주장하는 것이었다.
이런 과정을 거쳐 이른바 황도유학(皇道儒學)이 대두되었다. 황도유학을 주도한 자들은 위유(僞儒)·부유(腐儒)들이었다. 황도유학의 출발은 성균관의 개편으로 거슬러 올라간다. 1908년 한국통감부에서는 성균관 학칙을 제정하여 고등보통교육기관으로 개편했다. 조선시대 최고의 교육기관인 성균관의 특수성을 배제하려는 의도였다.
그런 뒤 1911년 조선총독부에서 경학원 규정을 제정하여 성균관을 경학원으로 개편했다. 경학원이 성균관을 승계하는 것으로 되어 있으나 실제로는 대제학, 부제학, 좨주(祭酒) 따위의 조선시대 관직명을 사용했을 뿐 일개의 교화기관으로 전락시킨 것이다. 종래 성균관의 최고 책임자인 대사성을 대제학으로 승격시키는 제스처를 썼으나 완전한 허울뿐이었다.
개편 당시 일본 천황의 은사금 25만원과 조선총독부의 보조금으로 운영케 했다. 경학원 규정에는 “경학원 대제학은 조선총독의 지휘감독을 받들어 경학원의 사무를 총리한다”고 돼 있었는데 총독부 교화기관으로 지정한 것이다. 총독부 정책을 유교적 언어로 홍보하는 역할을 맡은 계간 《경학원잡지》도 발행하였다. 경학에 대한 논설 외에 일본인의 논설, 정책 해설과 법령, 시국에 대한 성명을 게재했다.

## 명륜학원
경학원은 교육 기능이 크게 약화되고 선전 기능이 강화된 기관이었므로, 유교 지식인 양성에 대한 필요성이 대두했다. 이에 총독부는 1930년에 경학원 부설로 명륜학원을 설치하여 부분적으로 교육 기능을 되살렸다.
명륜학원은 수업료를 받지 않았으며, 교과 과정은 유학, 유학사, 일본어, 동양철학, 한문학, 공민과 등으로 구성되었다. 명륜학원 직원은 조선총독이 임명하였다. 명륜학원 초대 총재에는 경학원 대제학 정만조가 임명되었다.

## 같이 보기
- 성균관

## 참고자료
- 금장태 (2003년 9월 5일). 《현대 한국유교와 전통》. 서울: 서울대학교출판부. 54~60쪽쪽. ISBN 8952104471.